# Flaminio Torri
Flaminio Torre appelé aussi Degli Ancinelli (Bologne, 1620 - Modène, 1661) était un peintre italien baroque du XVIIe siècle de l'école bolonaise, qui fut l'élève de Guido Reni. Il fut aussi graveur à l'eau-forte. On lui doit notamment "Pan et Cupidon" d'après Agostino Carracci.

## Biographie
Si Flaminio Torre a été l'élève de Guido Reni, il l'a été aussi de Giacomo Cavedone et de  Simone Cantarini, dans l'atelier duquel il collabore avec Lorenzo Pasinelli.
Sous le pseudonyme Degli Ancinelli, il a peint pour les églises de Bologne comme la Déposition de la Croix, pour San Giorgio.
Giulio Cesare Milani, Giovanni Maria Viani et Alessandro Badiale furent de ses élèves.

## Œuvres

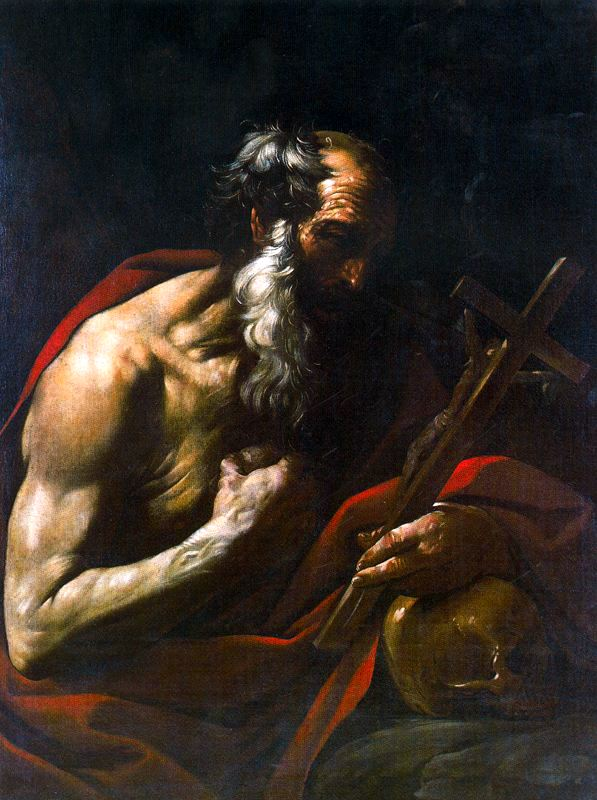
San Jerónimo penitente, Galerie nationale d'art ancien, Rome.

- Saint Madeleine pénitente,1640-1660, huile sur bois, 63 x 46 cm, musée des Augustins, Toulouse[1]
- Orléans, musée des Beaux-Arts: 
  - Saint Diego d’Alcala, 1640-1642, huile sur toile, 65,5 x 49,5 cm[2]
  - Marie Madeleine pénitente et deux anges, 1640-1642, huile sur toile, 172 x 121 cm[3]

- Riposo durante la fuga in Egitto

## Sources
1. ↑  « Fichier des collections en ligne du Musée des Augustins de Toulouse - tableau: Madeleine » , sur Musée des Augustins de Toulouse, vendredi 27 octobre 2023 18:56:10 (consulté le 18 février 2025)
2. ↑  Corentin Dury, Musées d'Orléans, Peintures françaises et italiennes, XVe – XVIIe siècles, Orléans, Musée des Beaux-Arts, 2023, n°54
3. ↑  Corentin Dury, Musées d'Orléans, Peintures françaises et italiennes, XVe – XVIIe siècles, Orléans, Musée des Beaux-Arts, 2023, n°55

- (en) Cet article est partiellement ou en totalité issu de l’article de Wikipédia en anglais intitulé « Flaminio Torre » (voir la liste des auteurs).